# Josh Smith
Josh Smith (College Park, Georgia, 5 december 1985), bijgenaamd J-Smoove, is een Amerikaans basketbalspeler.
Smith is een van de vijf kinderen van Paulette en Pete Smith. Hij heeft één broer: Walter en drie zussen: Phebi, Kasola en Shanti. Hij begon zijn basketbalcarrière op de John McEachern High School. Voor zijn laatste jaar werd hij getransfereerd naar Oak Hill Academy.

## NBA-carrière
Smith werd in 2004 geselecteerd voor de NBA Draft. Hij werd uiteindelijk als zeventiende gekozen door de Atlanta Hawks. Tijdens zijn ‘Rookie Year’ won hij de NBA Slam Dunk Contest tijdens het NBA All Star Weekend in 2005.
Gedurende de eerste zeven jaar dat hij in de NBA speelde, behaalde hij een gemiddelde van 14.6 ppg, 7.7 rpg, 3.0 apg, 2.2 bpg en 1.3 spg.
In 2008 werd hem een contract aangeboden door de Memphis Grizzlies, maar Atlanta Hawks evenaarde dit aanbod.
Na in 2013 een contract voor vier jaar getekend te hebben bij de Detroit Pistons, werd hij op 2 december 2014 gewaived, waarna hij vier dagen later een contract tekende bij Houston Rockets.

## NBA-records
Hij was de jongste speler in de geschiedenis van de NBA die:
- Tien blocks zette in één wedstrijd. Op 18 december 2004 tegen de Dallas Mavericks. Hij was toen 19 jaar en 13 dagen oud.
- Het snelst 500 block shots liet registreren. 3 maart 2007, wanneer hij 21 jaar en 88 dagen oud was.
- Het snelst 1.000 block shots liet registreren. 2 februari 2010. Hij was toen 24 jaar en 59 dagen oud.